# Чорногуз Ярослав Олегович
Ярослав Олегович Чорногуз (нар. 20 липня 1963, Вінниця) — український поет, музикант (кобзар-бандурист), журналіст і громадський діяч, артист Національної заслуженої капели бандуристів України ім. Г.Майбороди, лауреат поетичного конкурсу, пісенного фестивалю, літературної премії. 

## До життєпису
З однорічного віку проживає з родиною в Києві.
Закінчив факультет журналістики Київського державного університету ім. Т. Г. Шевченка, роки навчання 1980—1985.
З 1985 року працював редактором відділу бібліотек, музеїв і музики журналу — спершу «Соціалістична культура», з 1991 року «Українська культура». Має сотні публікацій у журналі та іншій періодичній пресі.
З грудня 2002-го — артист, соліст-бандурист Національної заслуженої капели бандуристів України ім. Г. І. Майбороди.
Син українського письменника Олега Чорногуза, батько української поетеси, волонтерки, військовослужбовиці, морського піхотинця, військового медика, розвідниці Збройних сил України, учасниці російсько-української війни Ярини Чорногуз.

## Творчість
Автор 7-и поетичних збірок:
- «У всесвіті серця» (1995),
- "Симфонія кохання (вінок сонетів) (2001),
- «Березнева ностальгія» (2007),
- «Тиха ніч над хатою моєю» (у співавторстві з батьком — О. Чорногузом) (2008),
- «Велесів гай» (2013),
- «Світло кохання» (корона сонетів) (Харків, Майдан, 2017),
- тритомного видання віршів до 60-річчя від дня народження "Вибрані поезії" (2023)

Автор історичних нарисів «Кобзарська Січ» (2008) до 90-річчя Національної заслуженої капели бандуристів України ім. Г.Майбороди  (2018) до її сторіччя та (2023) до її 105-річчя.
Співавтор:
- альманаху «Ірпінські поетичні зустрічі» (2012),
- альманаху «Натхнення» (2013),
- альманаху «Нескорена Україна» (2022),
- поетичної антології «Досвід війни: Українські голоси» (2022).
- «Антології поезії і пісні» («Ярославів вал», липень 2023).

Його поезії покладені на музику композиторами Олександром Білашем, Віталієм Кирейком, Віктором Охріменком, Леонідом Нечипоруком, Леонідом Попернацьким, Володимиром Ілемським,  Віктором Сушком, Вячеславом Чорним, Валентином Касьяновим, Світланою Кас'яненко, Тетяною Мирошниченко, Володимиром Сірим, Володимиром Гуменчуком, Геннадієм Володьком, Борисом Камінським, Вадимом Кучерявим, Володимиром Тарасенком, Ольгою Янушкевич, та іншими.
Автор низки статей в Енциклопедії сучасної України, численних публікацій у медіа.
Автор численних публікацій у пресі.

## Дискографія
До 50-річчя випущено київською фірмою «Е=фото» компакт-диски:
- «Вишиванка» (липень 2013),
- «Українська незабудка» (травень 2014).

До 80-річчя батька — письменника Олега Чорногуза, організував випуск компакт-диска пісень на його слова під назвою «Золоті літа» (2016).

## Громадська діяльність
Член Ради НСКУ (Національної спілки кобзарів України), член НСПУ, НСЖУ, творчої спілки «Асоціація діячів естрадного мистецтва України».

## Відзнаки
- Переможець поетичного конкурсу Західноукраїнської мистецької спілки (2001),
- Лауреат фестивалю «Пісенний вернісаж» (2014, 2021, володар Гран-прі 2024), фестивалю «Ukrania fest» (Іспанія, 2021),
- Заслужений артист естрадного мистецтва України (2020),
- Лауреат Всеукраїнської літературної премії імені Михайла Коцюбинського у номінації «Поезія» за корону сонетів «Світло кохання» (2021).[2]
- Лауреат премії та кавалер Всесвітнього ордену «Культурна дипломатія» (червень 2022),
- Лауреат премії «За збереження кобзарського мистецтва» імені Миколи Нечипоренка (2023),
- Лауреат Всеукраїнської літературної премії імені Ярослава Дорошенка Івано-Франківської міської Ради за сонетну творчість у номінації "За добірку сонетів" (листопад, 2023),
- Лауреат Міжнародної літературно-мистецької премії імені Григорія Сковороди (грудень 2023)[3]